# Vleuten-De Meern (gemeente)
De voormalige gemeente Vleuten-De Meern is sinds 1 januari 2001 een onderdeel van de gemeente Utrecht, de hoofdstad van de Nederlandse provincie Utrecht. De gemeente omvatte de dorpen Vleuten, De Meern, Haarzuilens (bekend van het kasteel de Haar) en hun buitengebieden. In 1999 had de gemeente 19.430 inwoners.

## Geschiedenis
In 1811 werden uit de toenmalige gerechten Themaat, De Haar, Vleuten en De Meern, Ouden Rhijn, Heijcop, Papendorp, Galekop, Veldhuizen, Reijerscop-Kreuningen en Reijerscop-St.Pieters vier (nu voormalige) gemeenten gevormd: Vleuten, Oudenrijn, Veldhuizen en Haarzuilens. Uit deze gemeenten ontstond op 1 januari 1954 de nieuwe gemeente: Vleuten-De Meern. De vroegere gemeente Oudenrijn werd echter opgesplitst in een oostelijk deel dat aan de gemeente Utrecht werd toegevoegd en een westelijk deel dat naar Vleuten-De Meern zou gaan. De grens tussen deze twee delen lag bij de huidige rijksweg A2. 
Op 1 januari 2001 vond opnieuw een gemeentelijke herindeling plaats, waarbij heel Vleuten-De Meern bij de gemeente Utrecht werd ingelijfd.

## Leidsche Rijn, Vleuten-De Meern en Rijnenburg
De gemeentelijke herindeling vond plaats omdat 's lands grootste Vinex-locatie Leidsche Rijn over twee gemeenten, namelijk Vleuten-De Meern en Utrecht, was verdeeld. Het lag voor de hand om heel Leidsche Rijn bij Utrecht te voegen. 
De meeste inwoners van Vleuten-De Meern was het hiermee niet eens, bleek uit een door de gemeente Vleuten-De Meern georganiseerd referendum. Met een opkomst van 84 procent stemde bijna 98 procent tegen de herindeling. Om hen tegemoet te komen besloot de Utrechtse gemeenteraad in 2001 dat de drie woonplaatsen in het voormalige Vleuten-De Meern, te weten De Meern, Haarzuilens en Vleuten, officiële woonplaatsen zouden blijven. Deze komen dan ook voor in de lijst van door de gemeenten aangewezen woonplaatsen, die bij het Kadaster berust en waarin ook de grenzen van de woonplaatsen zijn aangegeven. Zo hoort de buurt Veldhuizen bij De Meern en is Vleuterweide deel van de woonplaats Vleuten.
Vleuten, De Meern en Haarzuilens vormen nu samen met het ten zuiden van De Meern gelegen poldergebied Rijnenburg de wijk Vleuten-De Meern. Echter, enkele tegen de vroegere gemeentegrens met Utrecht gelegen delen van De Meern en Vleuten zijn in 1995 en 2001 overgegaan naar de wijk Leidsche Rijn. Dit betreft met name de buurten Langerak, 't Zand en Rijnvliet; deze liggen nu in de woonplaats Utrecht.
Vóór het ontstaan van de Vinex-locatie waren er in Vleuten-De Meern al honderden bedrijven in de sectoren land- en tuinbouw, industrie, handel, transport en dienstverlening. In De Meern lag niet ver buiten de bebouwde kom het Industrieterrein Strijkviertel. Door de nabijheid van de rijkswegen A2 en A12 waren de sectoren handel en logistiek hier sterk vertegenwoordigd. Ook producenten van voedingsmiddelen en een chemische fabriek waren hier gevestigd. Omstreeks het jaar 2000 breidde dit industrieterrein zich sterk naar het westen uit, in de richting van het dorp De Meern. Dit gebied met een oppervlakte van 74 ha kreeg een nieuwe naam: Bedrijvengebied Oudenrijn.
Voordat met de bouw van Leidsche Rijn werd begonnen bevonden zich op de oeverwallen van de verschillende takken van de vroegere rivier de Rijn tientallen glastuinbouwbedrijven. Deze zijn naar elders verplaatst, dan wel opgehouden te bestaan. In het midden van dit voormalige tuinbouwgebied ligt nu het Máximapark.
Vanaf de gemeentelijke herindeling in 2001 is Vleuten-De Meern in 20 jaar tijd gegroeid van minder dan 20.000 naar meer dan 50.000 inwoners. In die 20 jaar is het aantal bedrijven sterk gegroeid. In de Vinex-woonwijken Veldhuizen en Vleuterweide werden nieuwe winkelcentra gebouwd. Ook het aantal horeca-bedrijven is in deze periode aanzienlijk toegenomen.
Het vroegere gemeentehuis van Vleuten-De Meern in Vleuten doet thans dienst als hulpsecretarie van de gemeente Utrecht en als wijkbureau.